# Riebener See (Fluss)
Der Riebener See ist ein Meliorationsgraben und Zufluss des gleichnamigen Riebener Sees in Rieben, einem Ortsteil der Stadt Beelitz im Landkreis Potsdam-Mittelmark in Brandenburg.

## Verlauf
Der Graben beginnt in einem Waldgebiet nördlich von Rieben und verläuft dort in östlicher Richtung auf einer Länge von rund 430 m. Von Süden fließt ein weiterer Zweig zu, ebenso aus nördlicher Richtung; dort wird eine landwirtschaftliche Fläche entwässert. Beide Zweige queren die Landstraße 73, die Rieben mit dem nördlich gelegenen Zauchwitz verbindet. Hinter der Querung fließt der nördliche Zweig auf einer Länge von rund 270 m in südsüdwestlicher Richtung und vereinigt sich dort mit dem südlichen Zweig. Nach rund weiteren 90 m entwässert der Graben in den Riebener See.